# جاناتان فورته
جاناتان فورته (انگلیسی: Jonathan Forte؛ زادهٔ ۲۵ ژوئیهٔ ۱۹۸۶) یک بازیکن فوتبال اهل باربادوس است.
وی همچنین در تیم ملی فوتبال باربادوس بازی کرده است.